# Gagrella nocticolor
Gagrella nocticolor is een hooiwagen uit de familie Sclerosomatidae.